# 厨房辩论

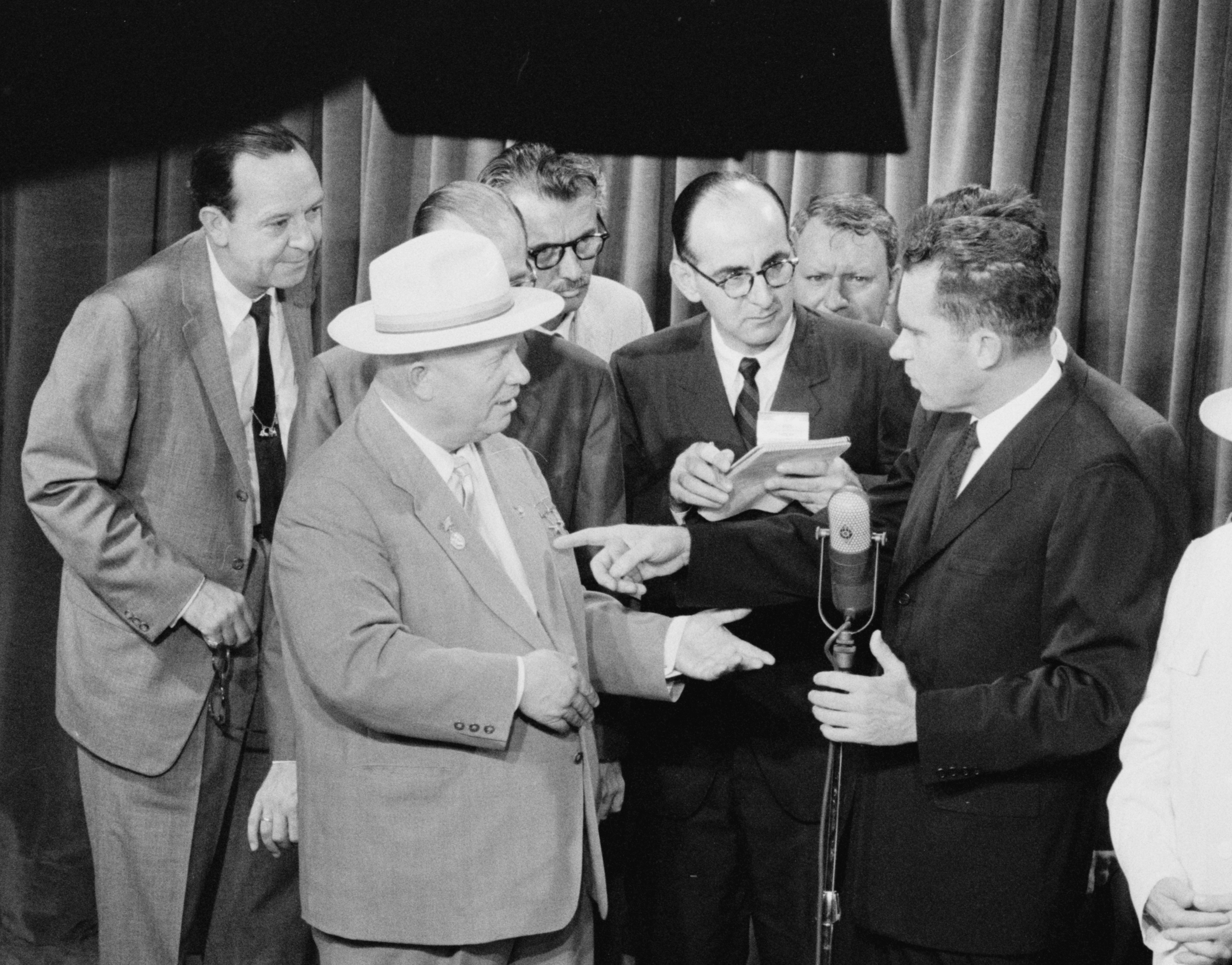
1959年7月苏共中央第一书记尼基塔·赫鲁晓夫（左二）和时任美国副总统的理查德·尼克森（右）在莫斯科的美国国家展览会上展开的一场关于社会主义和资本主义各自优点的辩论

厨房辩论（英語：Kitchen Debate），指1959年7月在蘇聯莫斯科举行的美国国家展览会开幕式上，46歲的美国副总统理查德·尼克森和65歲的苏联共产党第一书记兼苏联部长会议主席的尼基塔·赫鲁晓夫之间的即興交流。展馆内布置了美国人心目中国民拥有的一切，其中有大量现代的、自动化的休闲娱乐设备，以显示在资本主义制度下美国规模巨大的經濟繁荣。辯論发生在一座美式郊區示範單位的厨房。这次辩论正值冷战规模扩大的时期（以苏联在1957年成功发射世界上第一颗人造卫星史波尼克1号为开端，直至1960年的U-2事件为止）。大多数美国人认为尼克森赢得了这场辩论，他在本国的信譽也因此大大增加。
美国人认为，这场辩论之所以被称作“厨房辩论”不仅仅是因为这次辩论发生在厨房，更是因为尼克森巧妙地把辩论的焦点转移到了诸如洗衣机之类的家用电器上，而不是武器之类，宣傳了美國的和平信念，更凸顯了蘇聯在日常科技方面的劣勢。
赫鲁晓夫声称苏联人只在意物品是否实用，对奢侈豪华的东西不感兴趣。尼克森則反駁資本主義下美國人都有得選擇如何生活、買或不買的自由。赫鲁晓夫也表示，在苏联人人都可以分到国家免费提供的房子，而美国的穷人却只能睡大街。最后，两人都同意美苏之间应该加强交流和开放。

## 歷史
1959年，美蘇同意在彼此的國家舉辦展覽，作為文化交流，以增進了解。這是1958年《美國蘇聯文化協定》的結果。蘇聯在紐約的展覽於1959年6月開幕，美國副總統理察·尼克森將參加在次月開幕的莫斯科美國展覽。尼克森帶了赫魯曉夫參觀展覽。450多家美國公司提供了多種展示品和消費品。展覽的關注點是測地圓頂，該圓頂在30,000平方英呎的設施中進行了科學和技術實驗。 蘇聯在莫斯科展覽會結束時購買了圓頂。
威廉·薩菲爾是參展商的新聞代理人，他說“廚房辯論”是在展覽的多個地點進行，但主要是在郊區示範單位的廚房中進行，該房屋被分成兩半以便於觀看。這是赫魯曉夫與尼克森在1959年展覽期間舉行的四次會議之一。副總統尼克森由美國總統德懷特·D·艾森豪六弟約翰·霍普金斯大學前校長米爾頓·S·艾森豪陪同。
赫魯曉夫對尼克森在克里姆林宮的第一次會議表示驚訝，當時他抗議美國國會通過的《被奴役國家決議》，該決議譴責蘇聯控制東歐衛星國，並呼籲美國幫助被東歐的奴役人民。在抗議美國國會的行動後，他解雇了美國的新技術代表，並宣布蘇聯將在幾年內擁有所有相同的東西，並在是時候與美國說再見之際超過美國。
赫魯曉夫批評了各式美國器具。他諷刺道：「難道您沒有一台將食物放入口内并推下去的機器嗎？」這是對卓別林1936年的電影《摩登時代》的參考。尼克森回應，至少科技競爭比軍事競爭重要。雙方都同意，美國和蘇聯應該尋求協議。
第二次訪問發生在美國展覽館內的一家電視演播室。最後，赫魯曉夫說，他在辯論中所說的一切都應翻譯成英文並在美國播出。尼克森回答說：“肯定會的，我所說的一切都將翻譯成俄語，並在整個蘇聯播放。這是一個公平的交易。”赫魯曉夫非常支持這一提議。
赫魯曉夫說：「這是美國的能力，她存在了多長時間？300年了？獨立了150年，這就是她的水平。我們還沒有到42年，再過7年，我們將到達美國的水平。」
第三次訪問是在一間示範單位的廚房裡進行的，該廚房配有洗碗機，冰箱和煮食爐。它代表了一位普通美國人的14,000美元的房屋。

## 賭注
在辯論中，兩人以各自的後代做賭注，赫鲁晓夫声称尼克松的孙辈将在共产主义下生活，尼克松则声称赫鲁晓夫的孙辈将生活在自由之中。在1992年的一次采访中，尼克松评论说，在辩论时，他确信赫鲁晓夫的说法是错误的，但尼克松不确定他自己的说法是否正确。尼克松说，事实证明他确实是对的，因为赫鲁晓夫的孙子孙辈现在生活在自由之中，这指的是前一年移居美國，定居在羅德島州北部的普羅維登斯郡，並於1999年歸化美國籍的赫鲁晓夫之子谢尔盖·赫鲁晓夫。
尼克松在说起1.4万美元的样板房时说“大部分美国人花1万到1.5万美元就能买到一座类似的房子。......任何一个钢铁工人都能买到这样的房子。他们时薪3美元，可以通过在25到30年内，每月还款100美元的方式买房。

## 電視廣播和美國的反應
美國三大電視網於7月25日播放了《廚房辯論》。由於尼克森和赫魯曉夫已同意在美國和蘇聯同時播放辯論，蘇聯隨後抗議，因為蘇聯威脅要保留錄像，直到他們被拒絕。但美國電視台認為延遲會導致新聞失去即時性。辯論於7月27日在莫斯科電視台播出，儘管是在深夜，尼克森的言論只得到部分翻譯。
美國的反應參差不齊。《時代》雜誌稱讚尼克森，說「他以獨特的方式表現了一個以和平成就，對生活方式有把握，對受到威脅的力量充滿充滿信心的人物的個性。」《紐約時報》稱其為「強調雙方鴻溝，但對實質性問題影響不大的交流」，並將其描繪成政治噱頭。時報稱，辯論後輿論似乎有所分歧。
由於交流的非正式性質，尼克森獲得了歡迎。據威廉·薩菲爾說，他也給赫魯曉夫留下了深刻的印象。此行提高了尼克松作為公共政治家的知名度，提高了他第二年獲得共和黨總統候選人提名的機會。

## 外部鏈接
- 廚房辯論的原始彩色紀錄片：第一部分 （页面存档备份，存于）、第二部分 （页面存档备份，存于）
- （英文）厨房辩论的浓缩版
- （英文）厨房辩论的完全版